# Aloisio José da Silva
Aloísio José da Silva, bättre känd som bara Aloísio, född 27 januari 1975 i Alagoas, är en brasiliansk fotbollsspelare (anfallare) i União Barbarense.